# Agios Evstathios
Agios Evstathios (in greco Άγιος Ευστάθιος?; in turco: Zeybekköy o Ayistat) è un villaggio della penisola del Karpas nel nord dell'isola mediterranea di Cipro, a cui fu dato il nome turco Zeybekköy nel 1958. Il villaggio si trova a 3 km a nord di Ayios Theodoros/Çayırova. Era stato abitato quasi esclusivamente da musulmani almeno dal 1831, che venivano chiamati genericamente "turchi" nei censimenti dal dominio coloniale britannico in poi. Esso appartiene de iure al distretto di Famagosta della Repubblica di Cipro, e de facto al distretto di Iskele di Cipro del Nord. Nel 2011 aveva una popolazione di 36 abitanti.

## Origine del nome
Mentre Evstathios si riferisce a un santo e Ayistat è la pronuncia turchizzata del toponimo greco, dal 1958 il luogo fu chiamato dai turchi Zeybekköy, che significa "villaggio dello Zeybek". Questo nome ricorda una milizia irregolare di guerriglieri ottomani che era emersa dalle unità militari ottomane in Anatolia occidentale.

## Società

### Evoluzione demografica
Nel 1831, quando l'isola apparteneva ancora all'impero ottomano, il villaggio aveva dodici capifamiglia maschi (solo questi furono contati). Nel 1891, sotto il dominio coloniale britannico, 88 "turchi" vivevano lì. Anche dopo, i musulmani rimasero tra di loro, con solo cinque e un "greco" contati rispettivamente nel 1901 e nel 1911. Questo era il termine generico per tutti i cristiani nei censimenti. Mentre il villaggio ha perso una parte considerevole della sua popolazione tra il 1891 e il 1931 a causa delle fluttuazioni - nel 1901 67, nel 1911 ancora 76, dieci anni dopo 62, altri dieci anni dopo vi abitavano 46 "turchi" - questo numero è salito a 84 nel 1946, a 90 nel 1960 e a 94 nel 1973.
Durante gli scontri interetnici del 1963 e 1964 molti turchi trovarono rifugio nel villaggio, soprattutto perché faceva parte dell'enclave turca di Galateia. Dopo il 1974 alcuni degli abitanti del villaggio si trasferirono nell'enclave greca di Agios Theodoros. Dopo l'invasione turca, la maggior parte degli abitanti è tornata, ma il villaggio, che aveva 58 abitanti nel 1978, ne aveva solo 39 nel 1996 e 31 nel 2006. Nel 2011, ce n'erano 36, ma oggi nel villaggio vivono quasi solo anziani.